# Pirona

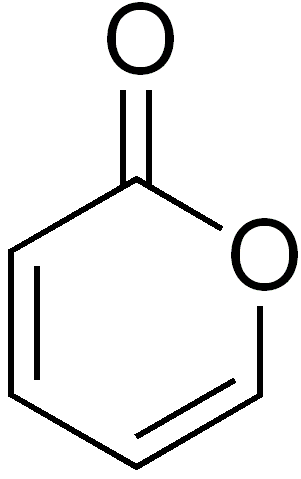
2-Pirona

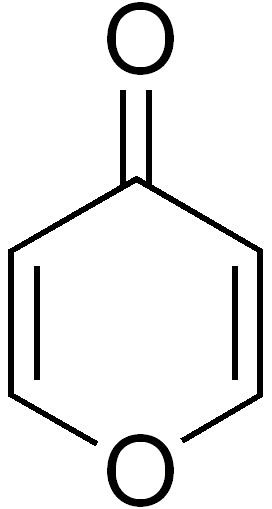
4-Pirona

Les pirones són una classe de compostos heterocíclics. Consisteixen en un anell insaturat de sis membres que conté un àtom d'oxigen i un grup cetona. Existeixen dos isòmers, la 2-pirona i la 4-pirona.